# Helen Vickroy Austin
Helen Vickroy Austin (19 de julio de 1829-1 de agosto de 1921) fue una periodista, ensayista, horticultora y sufragista estadounidense.

## Primeros años
Helen Vickroy nació en Miamisburg (Ohio), el 19 de julio de 1829. Era hija de Edwin Augustus y Cornelia Harlan Vickroy. Su madre era hija del Honorable George Harlen, del condado de Warren (Ohio). Su padre era hijo de Thomas Vickroy, de Pensilvania, que fue soldado en la Guerra de Independencia de los Estados Unidos bajo el mando de George Washington, y un eminente agrimensor y terrateniente. Cuando Austin era niña, la familia se trasladó a Pensilvania y estableció una casa en Ferndale (Pensilvania). Allí, pasó sus primeros años de vida, con un inherente amor por la naturaleza, creció entre las pintorescas escenas de las estribaciones de los Montes de Allegheny, una poetisa en pensamiento y una ardiente amante de lo bello.

## Carrera
En 1850, se casó con William W. Austin, un nativo de Filadelfia, que en ese momento residía en Richmond (Indiana), donde vivieron hasta que, en 1885, la familia se trasladó a Vineland (Nueva Jersey). Austin escribió mucho. Algunos de sus mejores trabajos fueron para la prensa agrícola y hortícola, y sus ensayos en las reuniones de horticultura y el interés en tales asuntos le dieron fama en los círculos hortícolas. Como escritora de bocetos y ensayos y como reportera y corresponsal, Austin tenía una marcada capacidad. Era precisa y concisa. Gran parte de su trabajo era de naturaleza fugaz para la prensa local, pero era digno de un lugar más duradero. Una de las características marcadas de su naturaleza era la benevolencia. Dedicaba mucho tiempo y usaba su pluma libremente en ayuda de la labor filantrópica. Durante muchos años se identificó con la causa del sufragio femenino, y las diversas instituciones para la elevación y protección de la mujer contaron con su sincera ayuda.
Mucho antes de la cruzada del movimiento por la Templanza, ella era una pronunciada defensora y mientras era adolescente, era una «Hija de la Templanza». Su espíritu filantrópico la hizo amiga de los afroamericanos y de los pueblos nativos de los Estados Unidos. Fue miembro vitalicio de la Asociación Nacional de Derechos de la Mujer Indígena. Austin era madre de tres hijos de los cuales dos murieron en la infancia.
Austin era miembro de la Sociedad Americana de Pomología. Murió en 1921 y está enterrada en el cementerio de Earlham, en Richmond (Indiana).